# Faust (Guilty Gear)
Faust (ファウスト?, Fausuto) è un personaggio del franchise videoludico Guilty Gear creato da Daisuke Ishiwatari debutta nel primo gioco della serie con l'identità di Dr. Baldhead (Dr.ボルドヘッド?, Dokutā Borudoheddo), nei giochi successivi apparirà sempre con l'identità di Faust.

## Design

### Profilo
Faust è alto 282 centimetri, rendendolo uno dei personaggi umani più alti e pesa soltanto 55 kg. Detesta le cellule cancerogene ì e apprezza particolarmente il suo bisturi gigantesco.
L'altezza e il peso valgono anche per Dr.Baldhead.

## Biografia immaginaria
Faust viene presentato nel primo Guilty Gear del 1998, dove è un rinomato medico. Il suo talento e il suo potere di guarigione causarono l'invidia di altri medici, che uccisero una ragazzina sottoposta a cure mediche di Faust che incolpò se stesso e, consumato dalla colpa, diventò pazzo e si trasformò in un serial killer di nome Dr. Baldhead. Dopo aver ucciso milioni di persone, venne arrestato. Tuttavia, gli è stato permesso di partecipare a un torneo per uccidere più persone inconsapevolmente per la risurrezione del gear Justice. Dopo ciò, decise di espiare i suoi crimini commettendo suicidio, ma riceve una visita dal fantasma della ragazza morta che gli disse che la sua morte non è stata colpa sua. Quindi abbandonò definitivamente il personaggio di Baldhead, assumette il suo vero nome, si mise un sacco di carta in testa e iniziò a dedicare a salvare quante più vite possibile mentre cerca di scoprire la verità sulla morte della ragazza.
In Guilty Gear X del 2000, mentre Faust sta cercando di aiutare le persone e adempiere ai suoi doveri di medico, incontra Dizzy e la convince ad abbandonare la sua vita nella foresta per prevenire ulteriori attacchi contro di lei. In un altro finale possibile, guarisce Zato-1 dalla sua malattia e lo lascia sotto la cura del suo braccio destro Venom. In Guilty Gear X2 del 2002, vuole seguire I-No affinché non possa causare ulteriori danni alle persone. Questo gioco presenta tre possibili finali per Faust: trova I-No ma lei lo affronta con il suo passato e ammette che gli piace ancora causare dolore, ma giura di continuare il suo dovere di medico; incontra Zappa, un uomo con gli spiriti nel suo corpo, e non sa come aiutarlo; e in una lotta al fianco di Venom contro diversi Robo-Ky, scopre che l'Assassin's Guild ha partecipato alla morte della ragazza che pensava di aver ucciso. In Guilty Gear XX Accent Core Plus del 2008, la trama di Faust ruota attorno al suo tentativo di trovare una cura per le condizioni di Zappa. A seconda della decisione del giocatore, può scoprire una cura ed eseguire un intervento chirurgico su Zappa.
In Guilty Gear Xrd del 2014, Faust affronta Zato-1, nel frattempo resuscitato che gli rivela di essere stato lui il colpevole dell'omicidio di quella bambina, atto necessario alla sua risurrezione. Più tardi, Faust si imbatté in Johnny, che gli rivelò che May aveva un forte mal di testa e che era giapponese. Fornì a May medicine per il dolore, ma furono poi attaccati da Bedman. Faust e i Jellyfish Pirates riuscirono a fuggirgli.
Faust comparirà in Guilty Gear -STRIVE-.